# Grande Prêmio da Hungria de 1991
Resultados do Grande Prêmio da Hungria de Fórmula 1 realizado em Hungaroring a 11 de agosto de 1991. Décima etapa do campeonato, foi vencido pelo brasileiro Ayrton Senna, que subiu ao pódio ladeado por Nigel Mansell e Riccardo Patrese, pilotos da Williams-Renault.

## Resumo
Os mecânicos da Honda estavam com uma tarja preta em volta do braço em função da morte do seu fundador Soichiro Honda, que faleceu na semana anterior e
Última corrida de Bertrand Gachot na equipe Jordan.

## Classificação da corrida

### Pré-classificação
| Pos. | Nº | Piloto             | Construtor     | Tempo    | Dif.    |
| ---- | -- | ------------------ | -------------- | -------- | ------- |
| 1    | 8  | Mark Blundell      | Brabham-Yamaha | 1:22.290 | —       |
| 2    | 7  | Martin Brundle     | Brabham-Yamaha | 1:23.716 | + 1.426 |
| 3    | 14 | Olivier Grouillard | Fondmetal-Ford | 1:24.816 | + 2.526 |
| 4    | 9  | Michele Alboreto   | Footwork-Ford  | 1:25.045 | + 2.755 |
| 5    | 17 | Gabriele Tarquini  | AGS-Ford       | 1:25.230 | + 2.940 |
| 6    | 10 | Alex Caffi         | Footwork-Ford  | 1:26.637 | + 4.347 |
| 7    | 18 | Fabrizio Barbazza  | AGS-Ford       | 1:26.740 | + 4.450 |
| 8    | 31 | Pedro Chaves       | Coloni-Ford    | 1:26.945 | + 4.655 |

### Treinos
| Pos.    | Nº | Piloto             | Construtor         | Q1       | Q2       | Dif.    |
| ------- | -- | ------------------ | ------------------ | -------- | -------- | ------- |
| 1       | 1  | Ayrton Senna       | McLaren-Honda      | 1:18.549 | 1:16.147 | —       |
| 2       | 6  | Riccardo Patrese   | Williams-Renault   | 1:20.103 | 1:17.379 | + 1.232 |
| 3       | 5  | Nigel Mansell      | Williams-Renault   | 1:19.818 | 1:17.389 | + 1.242 |
| 4       | 27 | Alain Prost        | Ferrari            | 1:19.326 | 1:17.690 | + 1.543 |
| 5       | 2  | Gerhard Berger     | McLaren-Honda      | 1:18.238 | 1:17.705 | + 1.558 |
| 6       | 28 | Jean Alesi         | Ferrari            | 1:19.552 | 1:18.410 | + 2.263 |
| 7       | 21 | Emanuele Pirro     | Dallara-Judd       | 1:21.751 | 1:19.334 | + 3.187 |
| 8       | 4  | Stefano Modena     | Tyrrell-Honda      | 1:20.488 | 1:19.748 | + 3.601 |
| 9       | 16 | Ivan Capelli       | Leyton House-Ilmor | 1:21.068 | 1:19.794 | + 3.647 |
| 10      | 7  | Martin Brundle     | Brabham-Yamaha     | 1:21.345 | 1:19.976 | + 3.829 |
| 11      | 20 | Nelson Piquet      | Benetton-Ford      | 1:21.542 | 1:19.984 | + 3.837 |
| 12      | 22 | J. J. Lehto        | Dallara-Judd       | 1:21.991 | 1:20.014 | + 3.867 |
| 13      | 15 | Maurício Gugelmin  | Leyton House-Ilmor | 1:21.549 | 1:20.024 | + 3.877 |
| 14      | 3  | Satoru Nakajima    | Tyrrell-Honda      | 1:22.992 | 1:20.565 | + 4.418 |
| 15      | 19 | Roberto Moreno     | Benetton-Ford      | 1:22.077 | 1:20.584 | + 4.437 |
| 16      | 32 | Bertrand Gachot    | Jordan-Ford        | 1:21.884 | 1:20.655 | + 4.508 |
| 17      | 33 | Andrea de Cesaris  | Jordan-Ford        | 1:22.143 | 1:20.805 | + 4.658 |
| 18      | 23 | Pierluigi Martini  | Minardi-Ferrari    | 1:22.429 | 1:20.823 | + 4.676 |
| 19      | 25 | Thierry Boutsen    | Ligier-Lamborghini | 1:22.408 | 1:20.870 | + 4.723 |
| 20      | 8  | Mark Blundell      | Brabham-Yamaha     | 1:21.125 | 1:20.954 | + 4.807 |
| 21      | 29 | Eric Bernard       | Lola-Ford          | 1:22.680 | 1:21.267 | + 5.120 |
| 22      | 30 | Aguri Suzuki       | Lola-Ford          | 1:22.762 | 1:21.601 | + 5.454 |
| 23      | 24 | Gianni Morbidelli  | Minardi-Ferrari    | 1:23.201 | 1:21.654 | + 5.507 |
| 24      | 34 | Nicola Larini      | Lambo-Lamborghini  | 1:24.316 | 1:21.896 | + 5.749 |
| 25      | 26 | Erik Comas         | Ligier-Lamborghini | 1:24.464 | 1:22.258 | + 6.111 |
| 26      | 11 | Mika Häkkinen      | Lotus-Judd         | 1:25.224 | 1:22.335 | + 6.188 |
| 27      | 14 | Olivier Grouillard | Fondmetal-Ford     | 1:23.593 | 1:22.438 | + 6.291 |
| 28      | 9  | Michele Alboreto   | Footwork-Ford      | 1:24.593 | 1:22.521 | + 6.374 |
| 29      | 35 | Eric van de Poele  | Lambo-Lamborghini  | 1:27.339 | 1:23.162 | + 7.015 |
| 30      | 12 | Michael Bartels    | Lotus-Judd         | 1:24.746 | 1:23.248 | + 7.101 |
| Fontes: |    |                    |                    |          |          |         |

### Corrida
| Pos.    | Nº | Piloto             | Construtor         | Voltas              | Tempo/Diferença     | Grid                | Pontos              |
| ------- | -- | ------------------ | ------------------ | ------------------- | ------------------- | ------------------- | ------------------- |
| 1       | 1  | Ayrton Senna       | McLaren-Honda      | 77                  | 1:49'12.796         | 1                   | 10                  |
| 2       | 5  | Nigel Mansell      | Williams-Renault   | 77                  | + 4.599             | 3                   | 6                   |
| 3       | 6  | Riccardo Patrese   | Williams-Renault   | 77                  | + 15.594            | 2                   | 4                   |
| 4       | 2  | Gerhard Berger     | McLaren-Honda      | 77                  | + 21.856            | 5                   | 3                   |
| 5       | 28 | Jean Alesi         | Ferrari            | 77                  | + 31.389            | 6                   | 2                   |
| 6       | 16 | Ivan Capelli       | Leyton House-Ilmor | 76                  | + 1 volta           | 9                   | 1                   |
| 7       | 33 | Andrea de Cesaris  | Jordan-Ford        | 76                  | + 1 volta           | 17                  |                     |
| 8       | 19 | Roberto Moreno     | Benetton-Ford      | 76                  | + 1 volta           | 15                  |                     |
| 9       | 32 | Bertrand Gachot    | Jordan-Ford        | 76                  | + 1 volta           | 16                  |                     |
| 10      | 26 | Erik Comas         | Ligier-Lamborghini | 75                  | + 2 voltas          | 25                  |                     |
| 11      | 15 | Maurício Gugelmin  | Leyton House-Ilmor | 75                  | + 2 voltas          | 13                  |                     |
| 12      | 4  | Stefano Modena     | Tyrrell-Honda      | 75                  | + 2 voltas          | 8                   |                     |
| 13      | 24 | Gianni Morbidelli  | Minardi-Ferrari    | 75                  | + 2 voltas          | 23                  |                     |
| 14      | 11 | Mika Häkkinen      | Lotus-Judd         | 74                  | + 3 voltas          | 26                  |                     |
| 15      | 3  | Satoru Nakajima    | Tyrrell-Honda      | 74                  | + 3 voltas          | 14                  |                     |
| 16      | 34 | Nicola Larini      | Lambo-Lamborghini  | 74                  | + 3 voltas          | 24                  |                     |
| 17      | 25 | Thierry Boutsen    | Ligier-Lamborghini | 71                  | Motor               | 19                  |                     |
| Ret     | 23 | Pierluigi Martini  | Minardi-Ferrari    | 65                  | Motor               | 18                  |                     |
| Ret     | 8  | Mark Blundell      | Brabham-Yamaha     | 62                  | Pneus               | 20                  |                     |
| Ret     | 7  | Martin Brundle     | Brabham-Yamaha     | 59                  | Cansaço físico      | 10                  |                     |
| Ret     | 22 | J. J. Lehto        | Dallara-Judd       | 49                  | Motor               | 12                  |                     |
| Ret     | 20 | Nelson Piquet      | Benetton-Ford      | 38                  | Câmbio              | 11                  |                     |
| Ret     | 29 | Eric Bernard       | Lola-Ford          | 38                  | Motor               | 21                  |                     |
| Ret     | 30 | Aguri Suzuki       | Lola-Ford          | 38                  | Motor               | 22                  |                     |
| Ret     | 21 | Emanuele Pirro     | Dallara-Judd       | 37                  | Motor               | 7                   |                     |
| Ret     | 27 | Alain Prost        | Ferrari            | 28                  | Motor               | 4                   |                     |
| DNQ     | 14 | Olivier Grouillard | Fondmetal-Ford     | Não qualificado     | Não qualificado     | Não qualificado     | Não qualificado     |
| DNQ     | 9  | Michele Alboreto   | Footwork-Ford      | Não qualificado     | Não qualificado     | Não qualificado     | Não qualificado     |
| DNQ     | 35 | Eric van de Poele  | Lambo-Lamborghini  | Não qualificado     | Não qualificado     | Não qualificado     | Não qualificado     |
| DNQ     | 12 | Michael Bartels    | Lotus-Judd         | Não qualificado     | Não qualificado     | Não qualificado     | Não qualificado     |
| DNPQ    | 17 | Gabriele Tarquini  | AGS-Ford           | Não pré-qualificado | Não pré-qualificado | Não pré-qualificado | Não pré-qualificado |
| DNPQ    | 10 | Alex Caffi         | Footwork-Ford      | Não pré-qualificado | Não pré-qualificado | Não pré-qualificado | Não pré-qualificado |
| DNPQ    | 18 | Fabrizio Barbazza  | AGS-Ford           | Não pré-qualificado | Não pré-qualificado | Não pré-qualificado | Não pré-qualificado |
| DNPQ    | 31 | Pedro Chaves       | Coloni-Ford        | Não pré-qualificado | Não pré-qualificado | Não pré-qualificado | Não pré-qualificado |
| Fontes: |    |                    |                    |                     |                     |                     |                     |

## Tabela do campeonato após a corrida
| Pos.    | Piloto           | Pontos |
| ------- | ---------------- | ------ |
| 1       | Ayrton Senna     | 61     |
| 2       | Nigel Mansell    | 49     |
| 3       | Riccardo Patrese | 32     |
| 4       | Gerhard Berger   | 22     |
| 5       | Alain Prost      | 21     |
| Fontes: |                  |        |

| Pos.    | Construtor       | Pontos |
| ------- | ---------------- | ------ |
| 1       | McLaren-Honda    | 83     |
| 2       | Williams-Renault | 81     |
| 3       | Ferrari          | 35     |
| 4       | Benetton-Ford    | 23     |
| 5       | Jordan-Ford      | 13     |
| Fontes: |                  |        |

- Nota: Somente as primeiras cinco posições estão listadas.